# Нижняя Буланка
Нижняя Буланка — деревня в Каратузском районе Красноярского края. Входит в состав сельского поселения Моторский сельсовет.
Основана как латышская колония в 1858 году
Население — 92 (2012)

## Физико-географическая характеристика
Деревня расположена на границе Каратузского и Ермаковского районов Красноярского края, в предгорьях Западного Саяна, в пределах Южно-Минусинской котловины на правом берегу реки Кебеж, при впадении реки Буланка. Рельеф мелкосопочный. Почвы — чернозёмы оподзоленные. Почвообразующие породы — глины и суглинки. В пойме Кебежа — пойменные заболоченные почвы.
Расстояние до районного центра села Каратузское составляет 45 км, до села Моторское — 21 км.
Нижняя Буланка, как и весь Красноярский край, находится в часовой зоне МСК+4. Смещение применяемого времени относительно UTC составляет +7:00.

## История
Нижняя Буланка впервые упоминается в 1853 году в метрических книгах как деревня Булань, расположенная на речке Буланке. В XIX веке здесь стали селиться латыши, переселяемые из западных губерний России, и в 1858 году (в некоторых источниках, в 1857 году) в деревне образовалась латышская колония. К 1859 году в Нижней Буланке насчитывалось пять дворов, проживали 24 человека. В 1860 году в деревне открыли двухклассную церковно-приходскую школу. Преподавание велось на латышском и немецком языках.
До 1917 года село относилось к Маторской волости Минусинского уезда Енисейской губернии.
В 1881 году из лютеранских колоний создали самостоятельный приход, куда входили Верхняя и Нижняя Буланка. Пастор постоянно жил в Нижней Буланке. Церковь была освящена 9 ноября 1886 года. В 1893 году в деревне образовано библиотечное товарищество, имелось до 300 наименований книг и 12 периодических изданий. К началу XX века в Нижней Буланке действовали две лютеранские церкви и две школы. В 1914 году для школы было построено двухэтажное деревянное здание на фундаменте из бутового камня.
В конце 1920-х гг. несколько семей объединились в коммуну «Циня», которая быстро разрослась, в 1931 году на её базе организовали одноименный колхоз. В 1932 году был организован ещё один колхоз — «Сарканайс Октобрис». Впоследствии они объединились в колхоз «Латвия».
В 1933 году колокольню храма разобрали, помещение переделали под клуб.
В селе Нижняя Буланка были раскулачены и высланы 33 человека, в 1937—1938 гг. репрессировали ещё 114 человек.
В январе 1938 года преподавание на латышском языке было прекращено, литература и учебники на латышском языке уничтожены, а учителя репрессированы. Изучение родного языка возобновилось только в 1989 году.
Во время войны на фронт ушло все взрослое мужское население деревни. В послевоенные годы в Буланке организовали отделение Каратузского совхоза. В 1980—90-е гг. появились крестьянско-фермерские хозяйства.
После распада СССР латыши из Нижней Буланки стали уезжать на историческую родину.

## Население
| 1891 | 1897 | 1917  | 1926  | 2010 | 2012 |
| ---- | ---- | ----- | ----- | ---- | ---- |
| 385  | ↗910 | ↗1301 | ↘1194 | ↘83  | ↗92  |

## Инфраструктура
В деревне работают основная школа, клуб, фельдшерско-акушерский пункт, библиотека, в которой есть более 500 книг на латышском языке. Жители села занимаются личным подсобным хозяйством и предпринимательством в торговле и в сельском хозяйстве, работают в бюджетной сфере.